# Koni De Winter
Koni De Winter, né le 12 juin 2002 à Anvers en Belgique, est un footballeur international belge qui joue au poste de défenseur central à l’AC Milan.

## Biographie

### En club
Né à Anvers en Belgique, c'est en jouant avec son frère dans sa ville natale qu'il découvre le football.
Koni De Winter est notamment formé au SV Zulte Waregem avant de rejoindre la Juventus FC en 2018.
Waregem et la Juventus étant en contact dans le cadre du prêt d’un jeune gardien. C'est à la suite de cette prise de contact entre les deux clubs que le défenseur est repéré par la Juventus. Le lendemain, il signe avec l'équipe italienne.
En octobre 2020, il est retenu pour la première fois dans le groupe professionnel par l'entraîneur Andrea Pirlo pour un match de Ligue des champions face au FC Barcelone, mais il reste sur le banc sans entrer en jeu. En février 2021, il prolonge son contrat avec la Juventus jusqu'en 2024,. Lors de l'été 2021, le Club Bruges KV s'intéresse à lui mais le prix demandé par la Juventus est trop élevé pour un transfert, alors que l'Ajax Amsterdam garde un œil sur le jeune défenseur belge.
En novembre 2021, De Winter est de nouveau appelé dans le groupe professionnel par Massimiliano Allegri, qui a succédé à Pirlo entre-temps, et le jeune Belge fait cette fois sa première apparition en professionnel, lors d'un match de Ligue des champions le 23 novembre 2021 contre le Chelsea FC. Il entre en jeu à la place de Juan Cuadrado et son équipe s'incline (4-0),. Il connait sa première titularisation avec l'équipe première le 8 décembre 2021 face au Malmö FF, en Ligue des champions. Son équipe s'impose par un but à zéro ce jour-là. Avec cette titularisation il devient le plus jeune joueur de la Juventus à débuter un match dans cette compétition, à 19 ans et 179 jours. Il bat ainsi le record jusqu'ici détenu par Rubén Olivera,.
Le 11 août 2023, Koni De Winter rejoint le Genoa CFC sous la forme d'un prêt d'une saison avec obligation d'achat selon certaines conditions.
Le 13 août 2025, Koni De Winter rejoint l'AC Milan. Il signe un contrat de cinq ans avec le club lombard, soit jusqu'en juin 2030,.

### En sélections nationales
De 2019 à 2020, Koni De Winter représente l'équipe de Belgique des moins de 19 ans, pour un total de quatre matchs joués, dont trois comme titulaire.
En octobre 2021, Koni De Winter est retenu par Jacky Mathijssen, le sélectionneur de l'équipe de Belgique espoirs et joue son premier match avec cette sélection le 8 octobre 2021 contre le Kazakhstan. Il est titularisé et son équipe l'emporte par deux buts à zéro,.
Le 14 mars 2024, Koni De Winter est convoqué pour la première fois avec l'équipe nationale de Belgique par le sélectionneur Domenico Tedesco. Il est titulaire pour son premier match avec les Diables rouges le 23 mars 2024 pour un match amical en Irlande. Près d'un an plus tard, il obtient une seconde sélection par le nouveau coach Rudi Garcia pour le match de barrage de la Ligue des Nations contre l'Ukraine.

## Statistiques

### En club
| Saison                | Club                  | Championnat           | Championnat | Championnat | Championnat | Coupe(s) nationale(s) | Coupe(s) nationale(s) | Coupe(s) nationale(s) | Supercoupe | Supercoupe | Supercoupe | Compétition(s) continentale(s) | Compétition(s) continentale(s) | Compétition(s) continentale(s) | Compétition(s) continentale(s) | Total | Total | Total |
| Saison                | Club                  | Division              | M.          | B.          | P.d.        | M.                    | B.                    | P.d.                  | M.         | B.         | P.d.       | Comp.                          | M.                             | B.                             | P.d.                           | M.    | B.    | P.d.  |
| 2021-2022             | Juventus FC           | Serie A               | 0           | 0           | 0           | 0                     | 0                     | 0                     | 0          | 0          | 0          | C1                             | 2                              | 0                              | 0                              | 2     | 0     | 0     |
| 2022-2023             | Empoli FC (prêt)      | Serie A               | 14          | 0           | 0           | 0                     | 0                     | 0                     | -          | -          | -          | -                              | -                              | -                              | -                              | 14    | 0     | 0     |
| 2023-2024             | Genoa CFC (prêt)      | Serie A               | 29          | 0           | 1           | 2                     | 0                     | 0                     | -          | -          | -          | -                              | -                              | -                              | -                              | 31    | 0     | 1     |
| 2024-2025             | Genoa CFC             | Serie A               | 25          | 3           | 0           | 1                     | 0                     | 0                     | -          | -          | -          | -                              | -                              | -                              | -                              | 26    | 3     | 0     |
| Sous-total            | Sous-total            | Sous-total            | 54          | 3           | 1           | 3                     | 0                     | 0                     | -          | -          | -          | -                              | -                              | -                              | -                              | 57    | 3     | 1     |
| 2025-2026             | AC Milan              | Serie A               | -           | -           | -           | 0                     | 0                     | 0                     | -          | -          | -          | -                              | -                              | -                              | -                              | 0     | 0     | 0     |
| Total sur la carrière | Total sur la carrière | Total sur la carrière | 68          | 3           | 1           | 3                     | 0                     | 0                     | 0          | 0          | 0          | -                              | 2                              | 0                              | 0                              | 73    | 3     | 1     |

### En sélections nationales
| Saison                | Sélection             | Phases finales        | Phases finales | Phases finales | Phases finales | Éliminatoires CDM | Éliminatoires CDM | Éliminatoires CDM | Éliminatoires EURO | Éliminatoires EURO | Éliminatoires EURO | Ligue des Nations | Ligue des Nations | Ligue des Nations | Matchs amicaux | Matchs amicaux | Matchs amicaux | Total | Total | Total |
| Saison                | Sélection             | Compétition           | M              | B              | Pd             | M                 | B                 | Pd                | M                  | B                  | Pd                 | M                 | B                 | Pd                | M              | B              | Pd             | M     | B     | Pd    |
| --------------------- | --------------------- | --------------------- | -------------- | -------------- | -------------- | ----------------- | ----------------- | ----------------- | ------------------ | ------------------ | ------------------ | ----------------- | ----------------- | ----------------- | -------------- | -------------- | -------------- | ----- | ----- | ----- |
| 2023-2024             | Belgique              | -                     | -              | -              | -              | -                 | -                 | -                 | -                  | -                  | -                  | -                 | -                 | -                 | 1              | 0              | 0              | 1     | 0     | 0     |
| 2024-2025             | Belgique              | -                     | -              | -              | -              | 2                 | 0                 | 1                 | -                  | -                  | -                  | 1                 | 0                 | 0                 | -              | -              | -              | 3     | 0     | 1     |
| Total sur la carrière | Total sur la carrière | Total sur la carrière | -              | -              | -              | 2                 | 0                 | 1                 | -                  | -                  | -                  | 1                 | 0                 | 0                 | 1              | 0              | 0              | 4     | 0     | 1     |

### Matchs internationaux
| Matchs internationaux de Koni De Winter, | Matchs internationaux de Koni De Winter, | Matchs internationaux de Koni De Winter,               | Matchs internationaux de Koni De Winter, | Matchs internationaux de Koni De Winter, | Matchs internationaux de Koni De Winter, | Matchs internationaux de Koni De Winter, | Matchs internationaux de Koni De Winter,                          |
| #                                        | Date                                     | Lieu                                                   | Adversaire                               | Résultat                                 | Compétition                              | Club                                     | Notes                                                             |
| ---------------------------------------- | ---------------------------------------- | ------------------------------------------------------ | ---------------------------------------- | ---------------------------------------- | ---------------------------------------- | ---------------------------------------- | ----------------------------------------------------------------- |
| 1                                        | 23 mars 2024                             | Aviva Stadium, Dublin, Irlande                         | République d'Irlande                     | N 0 - 0                                  | Match amical                             | Genoa CFC                                | Titulaire, remplacé par Amadou Onana à la 64e minute de jeu.      |
| 2                                        | 20 mars 2025                             | Stade Enrique-Roca de Murcie, Murcie, Espagne          | Ukraine                                  | D 1 - 3                                  | Ligue des nations 2024-2025              | Genoa CFC                                | Titulaire, remplacé par Nicolas Raskin à la 80e minute de jeu.    |
| 3                                        | 6 juin 2025                              | Stade national Toše-Proeski, Skopje, Macédoine du Nord | Macédoine du Nord                        | N 1 - 1                                  | Éliminatoires de la Coupe du monde 2026  | Genoa CFC                                | Entre en jeu à la place de Thomas Meunier à la 56e minute de jeu. |
| 4                                        | 9 juin 2025                              | Stade Roi Baudouin, Bruxelles, Belgique                | Pays de Galles                           | V 4 - 3                                  | Éliminatoires de la Coupe du monde 2026  | Genoa CFC                                | Entre en jeu à la place de Thomas Meunier à la 16e minute de jeu. |